# Alessandro Blasi
Alessandro Blasi (né le 22 mars 1992 à Trieste) est un joueur italien de volley-ball. Il mesure 1,90 m et joue passeur.

## Clubs
| Club                 | De        | À         |
| -------------------- | --------- | --------- |
| Pallavolo Carpi      | 2010-2011 | 2010-2011 |
| Volley Gonzaga Milan | 2011-2012 | 2011-2012 |
| Volley Brolo         | 2012-2013 | 2012-2013 |
| Blu Volley Vérone    | 2013-2014 | ...       |

## Palmarès
Néant.